# カ・マテ

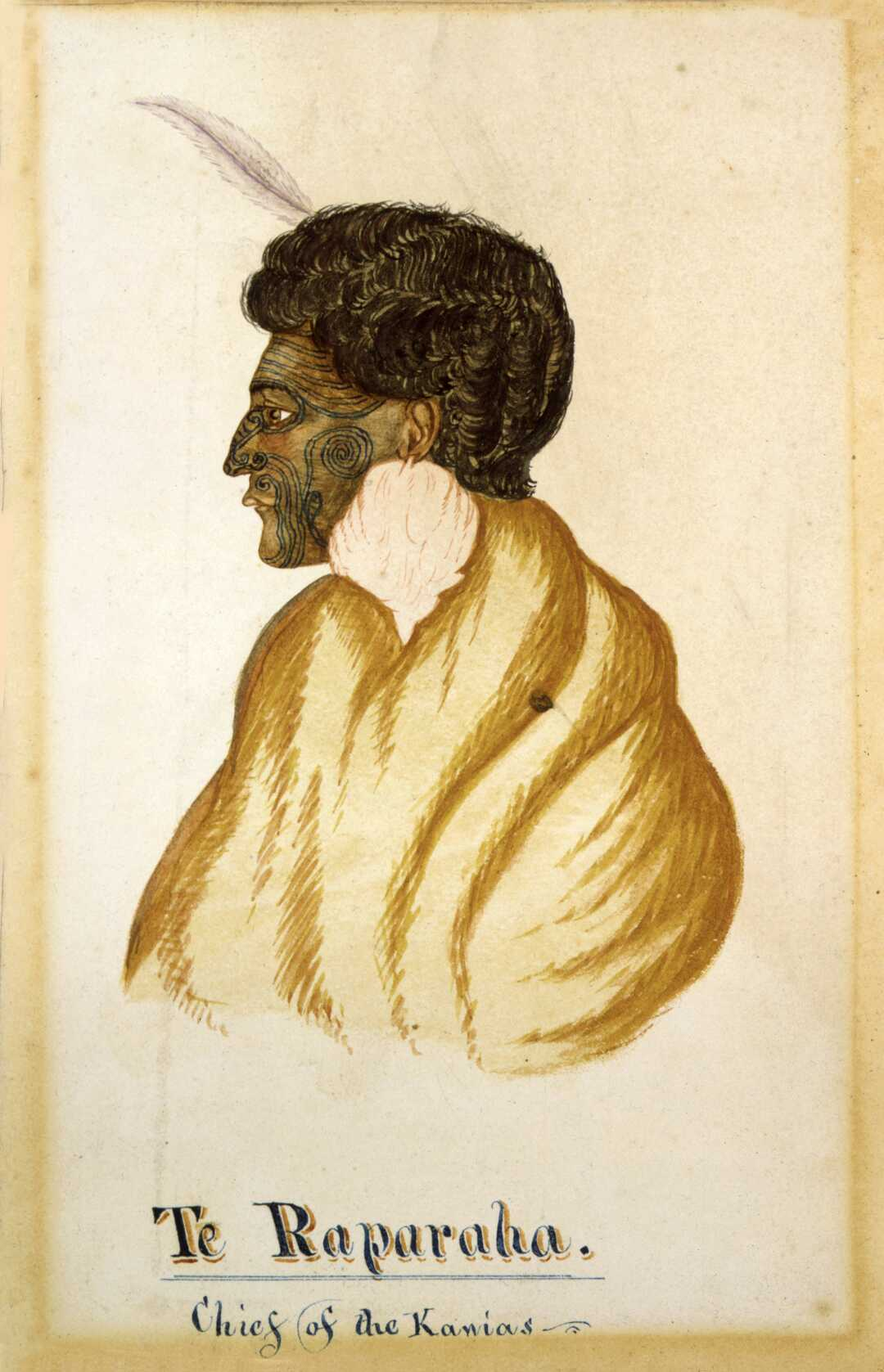
テ・ラウパラハ 、ンガーティ・トアの族長、1840年代

「カ・マテ (Ka Mate)」は、ニュージーランド北島のンガーティ・トア族の戦争指導者テ・ラウパラハによって作られたマオリのハカである。 

## 構成
テ・ラウパラハは1820年頃、敵のンガーティ・マニアポト族とワイカト連合の追跡から幸運にも逃れたことを生涯の祝いとして「カ・マテ」を作曲した。彼はパータカ(pātaka, 食料貯蔵庫)に隠れ、彼に友好的な族長テ・ファレアンギ(Te Whareangi, 「毛むくじゃらの男」)に会うためにそこから戻った。 
テ・ラウパラハの作曲したハカは、チャントから始まる：  
| Kikiki! Kakaka! Kauana kei waniwania taku tara kei tarawahia, kei te rua i te kerokero! He pounga rahui te uira ka rarapa ketekete kau ana To peru kairiri mau au e koro e! Hi! Ha! - Ka wehi au ka matakana, ko wai te tangata kia rere ure tirohanga ngā rua rerarera ngā rua kuri kakanui i raro! Aha ha! | Let your valor rise! Let your valor rage! We’ll ward off these haunting hands while protecting our wives and children! For thee, I defy the lightning bolts of hell while my enemies stand there in confusion! O God – to think I would tremble to a pack of wolves seeing fear, or running away, because they would surely fall in the pit of shame as food for the hounds who chow down in delight! Oh, what in the name…? |

次に、ハカの本体に続く。 
| Ka mate, ka mate! ka ora! ka ora! Ka mate! ka mate! ka ora! ka ora! Tēnei te tangata pūhuruhuru Nāna nei i tiki mai whakawhiti te rā Ā, upane! ka upane! Ā, upane, ka upane, whiti te ra! | 'Tis death! 'tis death! (or: I may die) ’Tis life! ‘tis life! (or: I may live) ’Tis death! ‘tis death! ’Tis life! ‘tis life! This is the hairy man Who summons the sun and makes it shine A step upward, another step upward! A step upward, another... the Sun shines! |

「カ・マテ」は、一定の動きがない場合に、同調させることなく好きなように声の調子や動きを自由に表現できる、一種のンゲリ(ngeri)型の短くエネルギーがあるハカの一種として考案された。 

## ラグビーにおける使用

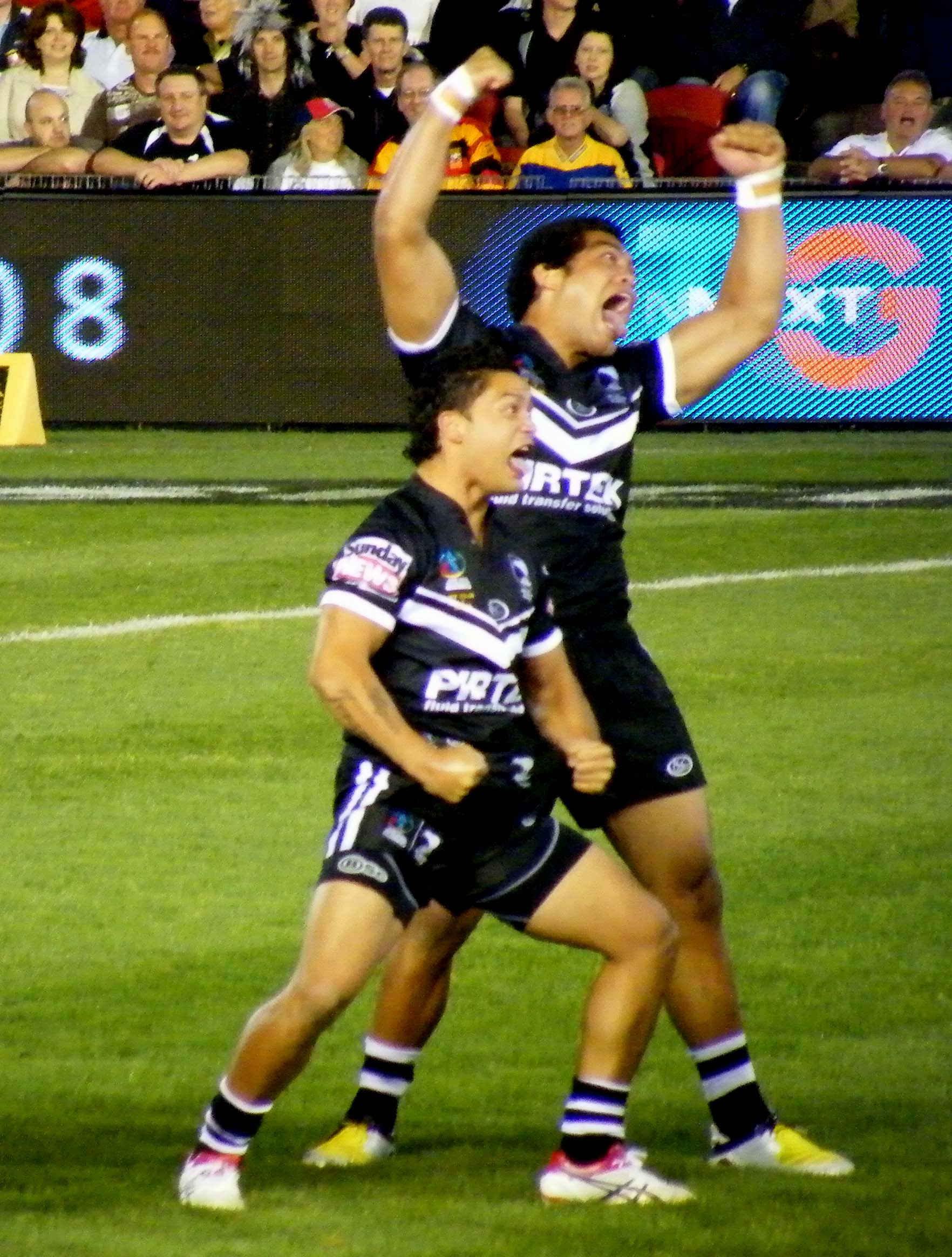
「カ・マテ」を踊るラグビーリーグニュージーランド代表チームのアイザック・ルークとアダム・ブレア

「カ・マテ」はニュージーランドで最も広く国際的に知られているハカである。なぜなら、この歌はニュージーランドの国際ラグビーユニオンチームであるオールブラックスとニュージーランドの国際ラグビーリーグチームであるキーウィズが、テスト(国際)マッチの直前に振付および同期されたバージョンを伝統的に行ってきたからである。2005年以来、オールブラックスは時折、「カパ・オ・パンゴ」という別のハカを行ってきた。「カパ・オ・パンゴ」の導入以来、オールブラックスの「カ・マテ」の最長連続公演は、2009年8月22日から2010年6月12日までの九回である。 

## 所有権
1998年から2006年の間、ンガーティ・トアは「カ・マテ」の商標登録を試み、商業団体に許可なく使用されることを防ごうとした。2006年、ニュージーランド知的所有権庁は、「カ・マテ」が特定の業者ではなくニュージーランド全体を代表するものとしてニュージーランド内外で広く認識されていたとして、その主張を拒絶した。2011年3月、ニュージーランドラグビー協会は、ハカのマナを不名誉にしないというイウィとの友好的な合意に達した。 
2009年、ニュージーランド政府は、より広範な苦情処理の一環として、以下のことに同意した。 

「...ンガーティ・トアのハカ「カ・マテ」への著作権と重要性を記録し、...ンガーティ・トアと協力して、ハカに関する彼らの懸念に対処し......。[でも]、賠償金がカ・マテの使用料になることも、ンガーティ・トアにカ・マテのパフォーマンスに対する拒否権を与えることも予期していない」。  